# ディープ・ソウル
ディープ・ソウル (Deep Soul) とは、米国黒人のソウル・ミュージックの中でも南部を中心とした、ブルースやゴスペルを融合した音楽ジャンルのことである。南部ソウルの場合、カントリーからの影響も指摘されている。ソウル評論家、鈴木啓志はディープ・ソウルという用語は、イギリスで生まれた言葉であると指摘している。

## 概要
ディープ・ソウルの南部における拠点は、テネシー州メンフィスと、アラバマ州マッスルショールズだった。日本でも、黒人音楽の熱心なファンの間で、ディープ・ソウルという言葉が使われてきた。ディープ・ソウルという音楽用語は、南部生まれ北部育ちのシンガー（ウィルソン・ピケットなど）も含めた広い意味で、ゴスペルやブルースの雰囲気を醸し出すソウルを指した。ディープ・ソウルの代表的なレーベルとしてはジョニー・テイラー、ソウル・チルドレン、ドラマティックスらが所属したスタックス・レコード、ジェームズ・カー、オヴェイションズ、スペンサー・ウィギンスらが所属したゴールド・ワックス・レコード、アル・グリーン、オーティス・クレイ、OVライト、ドン・ブライアントらが所属したハイ・レコード、フェイムなどがある。（参考：ディープ・ソウルの項目は、英語版ウィキペディアのサザン・ソウルの項目とリンクしている。）

## 代表的なディープ・ソウル・シンガー
| 南部のシンガー（ファースト・ネームの五十音順） - O.V.ライト（ハイ） - アーサー・コンリー - アレサ・フランクリン - アン・セクストン - アン・ピーブルズ（ハイ） - ウィリー・クレイトン - ウィリー・ハイタワー - ウィルソン・ピケット（アトランティック） - エディ・フロイド（アトランティック） - オーティス・クレイ（ハイ） - オーティス・レディング（アトランティック） - オヴェイションズ（ゴールドワックス） - オリー&ナイチンゲイルズ - キャンディ・ステイトン（フェイム） - グウェン・マクレエ - クラレンス・カーター - クワイエット・エレガンス（ハイ） - ジェイムス&ボビー・ピューリファイ - ジェイムス・カー（ゴールドワックス） - ジェイムス・ゴヴァン - Ｊブラックフット - ジミー・ヒューズ - Z.Z.ヒル - ジョー・テックス | - ジョニー・アダムズ - ジョニー・テイラー（スタックス） - ステイプル・シンガーズ（スタックス） - スペンサー・ウィギンス（ゴールドワックス） - ソウル・チルドレン（スタックス） - ドナルド・ハイト - ドン・ブライアント（ハイ） - パーシー・スレッジ - ポール・ケリー - メイブル・ジョン - ルビー・ジョンソン（スタックス） - ロスコー・シェルトン - イブリン・キング - グラディス・ナイト&ザ・ピップス - テディ・ペンダーグラス |

## リズム・セクション
- ブッカー・T&ザ・MG's[注 2]
  - スティーヴ・クロッパー– guitar
  - ドナルド・ダック・ダン – bass
  - アル・ジャクソン（英語版） – drums
  - ブッカー・T・ジョーンズ – organ/piano
  - アイザック・ヘイズ – piano/organ
- ザ・メンフィス・ホーンズ（英語版）
  - ウェイン・ジャクソン – trumpet
  - アンドリュー・ラブ – saxophone
- マッスル・ショールズ・リズム・セクション
  - スプーナー・オールダム（英語版） – organ,piano
  - ロジャー・ホーキンス – drums

## 作曲家
- アイザック・ヘイズ
- デヴィッド・ポーター
- スティーヴ・クロッパー
- ダン・ペン
- スプーナー・オールダム
- ホーマー・バンクス
- チップス・モーマン
- J. ブラックフット[注 3] (John Colbert）
- エディ・フロイド